# Lijst van filmregisseurs
Hieronder volgt een alfabetische lijst met bekende filmregisseurs. Tussen haakjes staan enkele van hun bekendste films.

## A
- Hany Abu-Assad (Het 14e kippetje)
- Carine Adler (Under the Skin)
- Ben Affleck (Gone Baby Gone, The Town, Argo)
- Chantal Akerman (Jeanne Dielman, 23, quai du Commerce, 1080 Bruxelles)
- Fatih Akın (Gegen die Wand, Auf der anderen Seite)
- Robert Aldrich (The Dirty Dozen, Autumn Leaves)
- Woody Allen (Annie Hall, Manhattan, Match Point)
- Pedro Almodóvar (Todo sobre mi madre, Hable con ella, Volver)
- Nathalie Alonso Casale (Figner, the End of a Silent Century, Memory of the Unknown)
- Henk Alsem (Op hoop van zegen, De Jantjes)
- Robert Altman (M*A*S*H, The Player, Gosford Park)
- Raja Amari (Dowaha)
- Alejandro Amenábar (Tesis, Abre los ojos)
- Paul Thomas Anderson (Boogie Nights, There Will Be Blood, Phantom Thread)
- Wes Anderson (Rushmore, The Royal Tenenbaums, The Grand Budapest Hotel)
- Theo Angelopoulos (The Hunters, Ulysses, Landschap in de mist)
- Ken Annakin (Battle of the Bulge, Those Magnificent Men in their Flying Machines, The Story of Robin Hood)
- Jean-Jacques Annaud (Seven Years in Tibet, L'Amant, Enemy at the Gates)
- Michelangelo Antonioni (The Passenger, Blow-Up)
- Judd Apatow (The 40 Year Old Virgin, Knocked Up, The King of Staten Island)
- Michael Apted (Up Series, Amazing Grace, Nell)
- Dario Argento (Il gatto a nove code, Profondo rosso, Suspiria)
- Patricia Ariza (Antígona)
- Darren Aronofsky (Pi, Requiem for a Dream, The Wrestler)
- Hal Ashby (Harold and Maude, Being There)
- Anthony Asquith (Pygmalion, The Millionairess)
- Carlos Atanes (FAQ: Frequently Asked Questions, PROXIMA)
- Richard Attenborough (A Bridge Too Far, Gandhi, Cry Freedom)
- Jacques Audiard (Un prophète, De rouille et d'os)
- John G. Avildsen (Rocky, The Karate Kid)

## B
- Vincent Bal (Minoes)
- Nic Balthazar (Ben X)
- Rakhshan Bani-Etemad (The Blue-Veiled)
- Enzo Barboni (Lo chiamavano Trinità)
- Kasper Barfoed (De verloren schat van de Tempelridders)
- Tom Barman (Any Way the Wind Blows)
- Noah Baumbach (The Squid and the Whale, Marriage Story)
- Michael Bay (Bad Boys, Transformers)
- Warren Beatty (Reds, Dick Tracy)
- Wolfgang Becker, (Good Bye, Lenin!)
- Roberto Benigni (La vita è bella)
- Bruce Beresford (Tender Mercies, Driving Miss Daisy)
- Peter Berg (The Kingdom)
- Ingmar Bergman (Såsom i en spegel, Fanny och Alexander)
- Claude Berri (Manon des sources, Ensemble, c'est tout)
- Bernardo Bertolucci (Last Tango in Paris, Novecento, The Last Emperor)
- Luc Besson (The Fifth Element, Léon, Le grand bleu)
- Susanne Bier (Efter brylluppet, Hævnen)
- Kathryn Bigelow (Point Break, The Hurt Locker, Zero Dark Thirty)
- Maurits Binger (Mottige Janus, Het geheim van het slot Arco, Amerikaansche meisjes)
- Bertrand Blier (Trop belle pour toi)
- Don Bluth (Anastasia, Platvoet en zijn vriendjes)
- Peter Bogdanovich (The Last Picture Show)
- Jan de Bont (Speed, Lara Croft Tomb Raider: The Cradle of Life, Twister)
- Bong Joon-ho (The Host, Snowpiercer, Parasite)
- Serge Bourguignon (Le sourire)
- Danny Boyle (Trainspotting, 28 Days Later, Slumdog Millionaire)
- Nouchka van Brakel (Aletta Jacobs: Het hoogste streven, Een vrouw als Eva)
- Kenneth Branagh (Much Ado About Nothing, Belfast)
- Stephan Brenninkmeijer (De stilte van het naderen)
- Robert Bresson (Au hasard Balthazar, L'Argent)
- Edwin Brienen (Antifilm, Lena will es endlich wissen)
- Jean-Claude Brisseau (Noce blanche)
- James L. Brooks (Terms of Endearment, As Good as It Gets)
- Mel Brooks (Robin Hood: Men in Tights, The Producers)
- Ytzen Brusse (Parlevinkers)
- Jan Bucquoy (Camping Cosmos)
- Luis Buñuel (Le Fantôme de la liberté, Un chien andalou)
- Tim Burton (Batman, Edward Scissorhands, Ed Wood)
- John Bush (Vajra Sky Over Tibet)

## C
- James Cameron (The Terminator, Titanic, Avatar)
- Martin Campbell (Casino Royale)
- Jane Campion (The Piano, The Power of the Dog)
- Frank Capra (It's a Wonderful Life)
- Christian Carion (Joyeux Noël)
- Niki Caro (Whale Rider)
- John Carpenter (Halloween, Village of the Damned)
- Peter Cattaneo (The Full Monty)
- Alberto Cavalcanti (Rien que les heures)
- Gurinder Chadha (Bend It Like Beckham, Bride & Prejudice)
- Jackie Chan (Police Story)
- Charlie Chaplin (The Great Dictator, Modern Times, The Kid)
- Larry Charles (Borat: Cultural Learnings of America for Make Benefit Glorious Nation of Kazakhstan)
- Haroetjoen Chatsjatrjan (Taghi dzaynere)
- Damien Chazelle (Whiplash, La La Land, First Man)
- Joan Chen (Xiu Xiu: The Sent Down Girl)
- Laurel Chiten (The Jew in the Lotus)
- Neten Chokling (Milarepa)
- Lu Chuan (Kekexili: Mountain Patrol)
- Larry Clark (Kids)
- George Clooney (Confessions of a Dangerous Mind, Good Night, and Good Luck)
- Jean Cocteau (La Belle et la Bête)
- Joel en Ethan Coen (Fargo, The Big Lebowski, No Country for Old Men)
- Rob Cohen (The Fast and the Furious, The Mummy: Tomb of the Dragon Emperor)
- Chris Columbus (Home Alone, Mrs. Doubtfire)
- Stijn Coninx (Hector, Daens)
- Kerry Conran (Sky Captain and the World of Tomorrow)
- Gilles Coulier (Cargo)
- Francis Ford Coppola (The Godfather, Rumble Fish, Apocalypse Now, Bram Stoker's Dracula)
- Sofia Coppola (The Virgin Suicides, Lost in Translation)
- Kevin Costner (Dances with Wolves, Waterworld)
- Jean Counet
- Wes Craven (A Nightmare on Elm Street, Scream)
- David Cronenberg (The Fly, A Dangerous Method, A History of Violence)
- Cameron Crowe (Vanilla Sky, Almost Famous)
- Alfonso Cuarón (Children of Men, Gravity, Roma)

## D
- Dai Wei (Ganglamedo, Once Upon a Time in Tibet)
- Joe D'Amato (Ator l'invincibile 2)
- Joe Dante (Gremlins, The 'Burbs)
- Khashyar Darvich (Dalai Lama Renaissance)
- Robin Davis (Ce cher Victor)
- Robbe De Hert (De Witte van Sichem, Blueberry Hill, Lijmen/Het been)
- Brian De Palma (Carrie, Scarface, The Untouchables, Impossible)
- Emile Degelin (Si le vent te fait peur)
- Cecil B. DeMille (The Cheat, The Ten Commandments)
- Jonathan Demme (The Silence of the Lambs, The Manchurian Candidate, Philadelphia)
- Johnny Depp (The Brave)
- Danny Deprez (Science Fiction)
- Dominique Deruddere (Wait Until Spring, Bandini)
- Marc Didden (Brussels by Night)
- Mike van Diem (Karakter, Alaska)
- Saskia Diesing (Nena)
- Rasmus Dinesen (Duellen, United Colours of football)
- Adriaan Ditvoorst (Ik kom wat later naar Madra, De mantel der liefde)
- Florian Henckel von Donnersmarck (Das Leben der Anderen)
- Alejandro Doria (Cien veces no debo)
- Oleksandr Dovzjenko (De aarde, Arsenaal)
- Joshua Dugdale (The Unwinking Gaze)
- Stanley Donen  (Charade, Arabesque)

## E
- Clint Eastwood (Unforgiven, Million Dollar Baby, Gran Torino)
- Blake Edwards (Son of the Pink Panther)
- Atom Egoyan (Exotica)
- Sergej Eisenstein (Pantserkruiser Potjomkin, Ivan de Verschrikkelijke deel 1 & deel 2)
- Adil el Arbi (Patser, Bad Boys for Life)
- Sharelly Emanuelson (En Mi Pais)
- Roland Emmerich (Stargate, Independence Day)
- Geoffrey Enthoven (Vidange perdue, Hasta la vista)
- Nora Ephron (Sleepless in Seattle, You've Got Mail)

## F
- Pierre Falardeau (Le Temps des bouffons)
- Bilall Fallah (Patser, Bad Boys for Life)
- Rainer Werner Fassbinder (Angst essen Seele auf)
- Jon Favreau (Iron Man)
- Federico Fellini (La dolce vita)
- David Fincher (Se7en, Fight Club, The Social Network)
- John Ford (Stagecoach, The Searchers, The Grapes of Wrath)
- Miloš Forman (One Flew Over the Cuckoo's Nest, Hair, Amadeus)
- Marc Forster (Monster's Ball, Finding Neverland, Quantum of Solace)
- Jennifer Fox (My Reincarnation)
- Mannus Franken (Regen)
- Stephen Frears (Dangerous Liaisons, High Fidelity)
- Theo Frenkel sr. (Het Wrak van de Noordzee, Aan boord van de Sabine)
- William Friedkin (The French Connection, The Exorcist)

## G
- Louis van Gasteren (Stranding)
- Han van Gelder (Paleontologie, Wijd en Zijd, Adventures in perception)
- Orhan Gencebay
- Greta Gerwig (Lady Bird, Little Women)
- Mel Gibson (Braveheart, The Passion of the Christ, Hacksaw Ridge)
- Jeremy Gilley (Peace One Day)
- Terry Gilliam (12 Monkeys, Fear and Loathing in Las Vegas)
- Jean-Luc Godard (À bout de souffle, Le Mépris)
- Theo van Gogh (Hoe ik mijn moeder vermoordde, Submission, 06/05)
- Menahem Golan (Enter the Ninja)
- Michel Gondry (Eternal Sunshine of the Spotless Mind, The Science of Sleep)
- Alejandro González Iñárritu (21 Grams, Babel, Birdman, The Revenant)
- Heinosuke Gosho (Kiiroi Karasu)
- James Gray (Little Odessa)
- Nick Gray (Escape from Tibet)
- Peter Greenaway (The Cook, the Thief, His Wife and Her Lover, 8½ Women)
- Paul Greengrass (United 93, The Bourne Supremacy, Bloody Sunday)
- Yılmaz Güney

## H
- Bert Haanstra (Vroeger kon je lachen, Dokter Pulder zaait papavers)
- Paul Haggis (Crash)
- Lasse Hallström (Chocolat)
- John Halpern (Refuge)
- Josephine Hamming (War of the ants)
- Michael Haneke (La Pianiste, Das weiße Band)
- Yukari Hayashi (The Tibetan Book of the Dead)
- Fadil Hadžić (Službeni položaj)
- Willy van Hemert (Jenny)
- Guido Henderickx (S.)
- Hans Herbots (Windkracht 10: Koksijde Rescue)
- Werner Herzog (Aguirre, the Wrath of God)
- Luc de Heusch
- George Roy Hill (Butch Cassidy and the Sundance Kid, The Sting)
- Arthur Hiller (Silver Streak)
- Alfred Hitchcock (Psycho, The Birds, Vertigo)
- Heddy Honigmann (Dame la Mano, O Amor Natural)
- Tobe Hooper (The Texas Chainsaw Massacre)
- Tom Hooper (The King's Speech, Les Misérables, The Danish Girl)
- Herman van der Horst (Faja Lobbi)
- Ron Howard (Apollo 13, A Beautiful Mind, Frost/Nixon)
- Sherwood Hu (Prince of the Himalayas)
- Waris Hussein (Sixth Happiness, Little Gloria... Happy at Last)
- John Huston (The Maltese Falcon)

## I
- Kon Ichikawa (Wagahai wa neko de aru)
- Shohei Imamura (Vengeance Is Mine, Unagi)
- Joris Ivens (Regen)
- James Ivory (The Remains of the Day , A Room with a View)

## J
- Peter Jackson (The Lord of the Rings, King Kong, The Hobbit)
- Derek Jarman (Caravaggio)
- Jim Jarmusch (Broken Flowers, Stranger Than Paradise)
- Charles Jarrott (The Boy in Blue)
- Fatima Jebli Ouazzani
- Barry Jenkins (Moonlight, If Beale Street Could Talk)
- Anders Thomas Jensen (Blinkende lygter, De grønne slagtere, Adams æbler)
- Jean-Pierre Jeunet (Le Fabuleux Destin d'Amélie Poulain, Alien 4: Resurrection)
- Norman Jewison (Jesus Christ Superstar, Moonstruck)
- Jia Zhangke (Still Life)
- Roland Joffé (The Killing Fields)
- Steven de Jong (De schippers van de Kameleon, De scheepsjongens van Bontekoe)
- Spike Jonze (Her)
- Neil Jordan (The Crying Game, Interview with the Vampire: The Vampire Chronicles)
- Mike Judge (Idiocracy, Office Space)
- Li Jun (Nongnu)

## K
- R. Kan Albay (Toothpick, The Flemish Vampire)
- Philip Kaufman (The Right Stuff, The Unbearable Lightness of Being)
- Elia Kazan (On the Waterfront)
- Buster Keaton (Our Hospitality, Sherlock Jr.)
- Irvin Kershner (Star Wars: Episode V: The Empire Strikes Back)
- Johan van der Keuken (Amsterdam Global Village)
- Reema Khan (Koi Tujh Sa Kahan)
- Krzysztof Kieślowski (La double vie de Véronique, Trois couleurs: Bleu)
- Takeshi Kitano (Kikujiro)
- Cédric Klapisch (L'Auberge espagnole, Les poupées russes)
- Pavel Kloesjantsev (De maan, Mars)
- Ulrike Koch (Ässhäk, Tales from the Sahara)
- Alexander Graaf von Kolowrat-Krakowsky (Die Sklavenkönigin)
- Martin Koolhoven (Suzy Q, Het schnitzelparadijs)
- Pim Korver (March 6, 1987 (the salvage of the Herald of Free Enterprise))
- Bernard L. Kowalski (Krakatoa, East of Java)
- Jeroen Krabbé (The Discovery of Heaven, Left Luggage)
- Arnold Krøjgaard (Het verboden elftal)
- Jos Kruisbergen (Wamel, een dorp onder vuur)
- Mirjam Kubescha (Die Madonna von Vlatodon)
- Stanley Kubrick (2001: A Space Odyssey, A Clockwork Orange, Full Metal Jacket)
- Clemens Kuby (Das Alte Ladakh)
- Pieter Kuijpers (TBS, Van God Los)
- Harry Kümel (Monsieur Hawarden)
- Akira Kurosawa (The Hidden Fortress)
- Emir Kusturica (Underground)
- Sardono Waluyo Kusumo (Rembulan dan Matahari)
- Gurgon Kyap (Toutes ces belles promesses)

## L
- M.H. Laddé (Gestoorde hengelaar, Solser en Hesse)
- David Lammers (Langer licht)
- John Landis (Blues Brothers 2000)
- Fritz Lang (Beyond a Reasonable Doubt, Die 1000 Augen des Dr. Mabuse)
- Giorgos Lanthimos (Kynodontas, The Lobster, The Favourite)
- Claude Lanzmann (Shoah)
- Hugo Latulippe (Ce qu'il reste de nous)
- Francis Lawrence (I Am Legend, The Hunger Games: Catching Fire)
- David Lean (Lawrence of Arabia, Doctor Zhivago)
- Ang Lee (Crouching Tiger, Hidden Dragon, Brokeback Mountain, Life of Pi)
- Spike Lee (Do the Right Thing, BlacKkKlansman)
- Mike Leigh (Naked, Secrets & Lies, Vera Drake)
- Claude Lelouch (Les Uns et les Autres)
- Mickey Lemle (Compassion in Exile: The Life of the 14th Dalai Lama)
- Sanna Lenken (Min lilla syster)
- Sergio Leone (The Good, the Bad and the Ugly, Once Upon a Time in the West)
- Jerry Lewis (The Bellboy, The Nutty Professor)
- Willy Lindwer (De laatste zeven maanden van Anne Frank)
- Richard Linklater (Before Sunrise, School of Rock, Boyhood)
- Luis Llosa (Anaconda)
- Ken Loach (Kes, Ae Fond Kiss...)
- Kenneth Lonergan (You Can Count on Me, Margaret, Manchester by the Sea)
- Joseph Losey (Accident)
- George Lucas (THX 1138, American Graffiti, Star Wars)
- Baz Luhrmann (Moulin Rouge!, Romeo + Juliet)
- Joram Lürsen (Alles is Liefde)
- David Lynch (The Elephant Man, Dune, Blue Velvet)
- Adrian Lyne (Indecent Proposal, Fatal Attraction)

## M
- Dick Maas (De lift, Amsterdamned)
- Terrence Malick (Days of Heaven, The Thin Red Line, The Tree of Life)
- Louis Malle (Ascenseur pour l'échafaud)
- James Mangold (Walk the Line, 3:10 to Yuma)
- Michael Mann (Ali, Miami Vice)
- Ernst Marischka (Sissi)
- Garry Marshall (Runaway Bride)
- Rob Marshall (Chicago)
- Andrew Marton (Storm over Tibet)
- Thomas Mauch (Das kleine Fernsehspiel)
- Tom McCarthy (The Station Agent, The Visitor, Spotlight)
- Adam McKay (Anchorman: The Legend of Ron Burgundy, The Big Short, Vice)
- Barrie McLean (The Tibetan Book of the Dead)
- Steve McQueen (Hunger, Shame, 12 Years a Slave)
- John McTiernan (Die Hard)
- Fernando Meirelles (Cidade de Deus, The Constant Gardener)
- Georges Méliès (Le voyage dans la lune)
- Sam Mendes (American Beauty, Skyfall, 1917)
- Jiří Menzel (Ostře sledované vlaky)
- Samuel Meyering (Rufus)
- Thierry Michel (Congo River)
- Takashi Miike (Audition, Ichi The Killer)
- Lewis Milestone (Ocean's 11)
- George Miller (Mad Max, Happy Feet)
- Bady Minck (MappaMundi)
- Anthony Minghella (The English Patient)
- Kenji Mizoguchi
- Dominik Moll (Harry, un ami qui vous veut du bien, Lemming)
- Lutz Mommartz (Tango durch Deutschland)
- Ruud Monster
- Michael Moore (Bowling for Columbine, Fahrenheit 9/11)
- Hiroaki Mori (The Tibetan Book of the Dead)
- Koen Mortier (Ex Drummer)
- Rabih Mroué
- Nikita Michalkov (Oerga, Oetomljonnye solntsem)

## N
- Pan Nalin (Samsara, Valley of Flowers)
- Martijn van Nellestijn (Sinterklaas en het Geheim van het Grote Boek, Sinterklaas en de Verdwenen Pakjesboot)
- Jelle Nesna (Carmen van het Noorden)
- Andrew Niccol (Gattaca, Lord of War)
- Mike Nichols (Biloxi Blues, Working Girl)
- Hans Nieter (Seven Years in Tibet)
- Christopher Nolan (Memento, The Dark Knight, Inception)
- Khyentse Norbu (De cup, Travellers and Magicians)
- Nima Nourizadeh (Project X)
- Phillip Noyce (The Bone Collector, Rabbit-Proof Fence)

## O
- Paula van der Oest (Verborgen gebreken, Black Butterflies)
- Alexander Oey (Zandkastelen, De Terrorist Hans-Joachim Klein)
- Tim Oliehoek (Spion van Oranje, Vet Hard)
- Max Ophüls (Le Plaisir, Letter from an Unknown Woman)
- Nagisa Oshima (Merry Christmas, Mr. Lawrence)
- Mehrdad Oskouei
- François Ozon (8 femmes, Ricky)
- Yasujiro Ozu (Tokyo Monogatari)

## P
- José Padilha (Tropa de Elite)
- Alan J. Pakula (All the President's Men, Sophie's Choice)
- Alan Parker (Angela's Ashes, Evita, Angel Heart)
- Pim de la Parra (Jongens, jongens, wat een meid)
- Pier Paolo Pasolini (Medea, Het evangelie volgens Matteüs)
- George Patterson (Raid Into Tibet)
- Paweł Pawlikowski (Ida, Zimna wojna)
- Alexander Payne (About Schmidt, Sideways, The Descendants)
- Sam Peckinpah (Bring Me the Head of Alfredo Garcia)
- Jordan Peele (Get Out, Us)
- Arthur Penn (Bonnie and Clyde, Little Big Man)
- Tom Peosay (Tibet: Cry of the Snow Lion)
- Maria Peters (De Tasjesdief, Kruimeltje, Pietje Bell, Afblijven)
- Wolfgang Petersen (Das Boot, Outbreak)
- Todd Phillips (Starsky & Hutch, The Hangover, Joker)
- Michel Piccoli (Train de nuit)
- Vsevolod Poedovkin (Storm over Azië)
- Roman Polański (Rosemary's Baby, Chinatown, The Pianist)
- Sydney Pollack (Tootsie, Out of Africa)
- Léa Pool (Lost and Delirious)
- Otto Preminger (Carmen Jones)
- François Prévost (Ce qu'il reste de nous)
- Prince (Under the Cherry Moon, Graffiti Bridge)
- Jos de Putter (Beyond the Game, Het is een schone dag geweest)

## Q
- Richard Quine (Bell, Book and Candle)
- Gene Quintano (Loaded Weapon 1)

## R
- Fons Rademakers (Makkers, staakt uw wild geraas, De aanslag)
- Jef Rademakers
- Lili Rademakers (Menuet, Dagboek van een oude dwaas)
- Géza von Radványi (Mädchen in Uniform)
- Sam Raimi (The Evil Dead, Spider-Man)
- Harold Ramis (Groundhog Day, Analyze This)
- Lenin el-Ramly
- Brett Ratner (X-Men: The Last Stand, Rush Hour)
- Kaushik Ray (On Life & Enlightenment)
- Rick Ray (10 Questions for the Dalai Lama)
- Silvestre Rebel (The streets movie)
- Robert Redford (Ordinary People, Quiz Show, The Horse Whisperer)
- Franz Reichle (Das Wissen vom Heilen)
- Peter Reijnders
- Rob Reiner (This Is Spinal Tap, When Harry Met Sally...)
- Ivan Reitman (Ghostbusters, My Super Ex-Girlfriend)
- Edgar Reitz (Heimat 1, 2 en 3)
- Jean Renoir (La Règle du jeu, Le Crime de Monsieur Lange)
- Alain Resnais (Hiroshima mon amour)
- Tsering Rhitar (The Spirit Doesn't Come Anymore)
- Pierre Richard (Droit dans le mur)
- Leni Riefenstahl (Triumph des Willens)
- Guy Ritchie (Lock, Stock and Two Smoking Barrels, Sherlock Holmes, Aladdin)
- Robert Rodriguez (El Mariachi, From Dusk Till Dawn, Sin City)
- Nicolas Roeg (Don't Look Now, The Man Who Fell to Earth)
- Éric Rohmer (Pauline à la plage)
- Michaël R. Roskam (Rundskop, The Drop)
- Gary Ross (The Hunger Games)
- Roberto Rossellini (Il generale Della Rovere)
- David O. Russell (Three Kings, The Fighter, Silver Linings Playbook)
- Ken Russell (Lisztomania)

## S
- Jérôme Salle (Largo Winch)
- Walter Salles (Diarios de motocicleta)
- Ritu Sarin (Dreaming Lhasa)
- Tatsuo Satō (Martian Successor Nadesico)
- Luc Schädler (Angry Monk)
- Ine Schenkkan (Vroeger is dood, Jan Rap en z'n maat)
- John Schlesinger (Midnight Cowboy)
- Volker Schlöndorff (Die verlorene Ehre der Katharina Blum)
- Daniel Schmid (Beresina oder die letzten Tage der Schweiz)
- Paul Schneider (Dance 'Til Dawn)
- Paul Schrader (American Gigolo, Affliction)
- Dave Schram (Timboektoe, Radeloos)
- Werner Schroeter (Palermo oder Wolfsburg)
- Joel Schumacher (8MM, Batman Forever)
- Martin Scorsese (Taxi Driver, The Aviator, The Departed)
- Ridley Scott (Alien, Blade Runner, Gladiator)
- Tony Scott (Top Gun, True Romance)
- Mack Sennett
- Orlow Seunke (De smaak van water, Pervola, sporen in de sneeuw, Pim)
- Jonne Severijn (Come-Back)
- Delphine Seyrig (Sois belle et tais-toi)
- Kumar Shahani
- Vincent Sherman
- Daryush Shokof
- Sun Shuyun
- M. Night Shyamalan (The Sixth Sense, Signs)
- Vittorio De Sica (Ladri di biciclette)
- Brad Silberling (Lemony Snicket's A Series of Unfortunate Events, 10 Items or Less)
- David Silverman (The Simpsons Movie)
- Frank Sinatra (None But the Brave)
- Bryan Singer (The Usual Suspects, X-Men)
- Cheick Oumar Sissoko (Guimba, un tyrant, une époque, La Genèse, Battù)
- Sirppa Sivori-Asp
- Eldar Sjengelaia (Blue Mountains, or Unbelievable Story)
- Victor Sjöström (De voerman des doods, The Wind)
- George Sluizer (De Lage Landen, Spoorloos, The Vanishing)
- Kevin Smith
- Alan Smithee
- Steven Soderbergh (Traffic, Ocean's Eleven)
- Aleksandr Sokoerov (Russian Ark, Faust)
- Stephen Sommers (The Mummy Returns)
- Tenzin Sönam
- Barry Sonnenfeld (Men in Black)
- Aaron Sorkin (The Trial of the Chicago 7)
- Steven Spielberg (Jaws, E.T., Schindler's List, Saving Private Ryan)
- Daniel Spoerri
- Lita Stantic (Cordero de Dios)
- Peter Stein (Klassen Feind)
- Jos Stelling
- Robert Stevenhagen (The Tale of Despereaux)
- Oliver Stone (Platoon, JFK, Natural Born Killers)
- Tad Stones (Aladdin en de Dievenkoning)
- Henri Storck
- Tim Story (Fantastic Four)
- Barbra Streisand
- Leslie Streit
- Erich von Stroheim
- Shireen Strooker (Een zwoele zomeravond)
- Caroline Strubbe (Lost Persons Area)
- Elia Suleiman
- Sun Zhou (Zhou Yu's Train)
- István Szabó (Bizalom)

## T
- Quentin Tarantino (Reservoir Dogs, Pulp Fiction, Kill Bill, Inglourious Basterds)
- Arya Tariverdi (It's raining cats & dogs, Pentaphyllon, Bewogenstilleven, Emergo, Soesterkwartier)
- Andrej Tarkovski (De spiegel, Solaris)
- Jacques Tati (Mon oncle, Les Vacances de monsieur Hulot)
- Norman Taurog (Living It Up, Live a Little, Love a Little)
- Paolo Taviani (La masseria delle allodole, Padre padrone)
- Vittorio Taviani (La masseria delle allodole, Padre padrone)
- Eddy Terstall (Simon, SEXtet)
- Lowell Thomas
- Lowell Thomas jr.
- Richard Thorpe (Ten Thousand Bedrooms, Jailhouse Rock)
- Guido Thys (Tanghi Argentini)
- Guy Lee Thys
- Guillermo del Toro (El laberinto del fauno, The Shape of Water)
- André de Toth (House of Wax, Pitfall)
- Victor Tourjansky (I battelieri del Volga)
- Walter Tournier (Los escondites del sol)
- Graham Townsley
- Patrice Toye (Rosie)
- Carmel Travers
- Joachim Trier (Oslo, 31. august, Verdens verste menneske)
- Lars von Trier (Breaking the Waves)
- Fien Troch (Een ander zijn geluk)
- Margarethe von Trotta
- François Truffaut (La Nuit américaine)
- Namgyal Dündul Tsarong
- Pema Tseden (The Silent Holy Stones)
- Dick Tuinder (Afscheid van de maan)
- Tom Tykwer (Lola rennt)
- Giuseppe Tornatore (Nuovo cinema Paradiso)

## U
- Marc van Uchelen
- Peter Ustinov

## V
- Roger Vadim
- Éric Valli
- Jaco Van Dormael (Toto le héros, Le Huitième Jour, Mr. Nobody)
- Rob Van Eyck (The Afterman)
- Pieter Van Hees (Linkeroever, Dirty Mind)
- Joël Vanhoebrouck
- Erik Van Looy (De zaak Alzheimer, Loft)
- Hilde Van Mieghem (De kus, Dennis van Rita, Smoorverliefd)
- Leeuw van Moerkerken (Dimitri's Raam)
- Hans Van Nuffel (Adem)
- Frank Van Passel (Manneken Pis, Het varken van Madonna)
- Gus Van Sant (Good Will Hunting, Elephant)
- Matthew Vaughn (Layer Cake, Kick-Ass)
- Jean van de Velde (De kleine blonde dood, All Stars)
- Gore Verbinski (Pirates of the Caribbean)
- Ben Verbong (Het meisje met het rode haar, De kassière)
- Roland Verhavert (Pallieter)
- Jan Verheyen (Team Spirit, Dossier K., Zot van A.)
- Pieter Verhoeff
- Paul Verhoeven (Turks fruit, Basic Instinct, Zwartboek)
- Ritchie Vermeire
- Wim Verstappen
- Guus Verstraete jr.
- Denis Villeneuve (Prisoners, Sicario, Arrival)
- Thomas Vinterberg (Festen, Jagten, Druk)
- Luchino Visconti (Rocco e i suoi fratelli, Il gattopardo)
- Julien Vrebos (Le Bal Masqué)
- Edwin de Vries

## W
- Paul Wagner
- Andrzej Wajda (De man van ijzer, De man van marmer)
- Lucy Walker
- Ping Wang
- Wayne Wang
- Döndrub Wangchen
- Alex van Warmerdam (De jurk, Borgman)
- John Waters (The Vanishing Pioneer)
- John Waters (Cry-Baby, Serial Mom)
- Robert D. Webb (Love Me Tender)
- Peter Weir (Witness, Dead Poets Society, The Truman Show)
- Frans Weisz
- Orson Welles (Citizen Kane, Touch of Evil, Chimes at Midnight)
- Wim Wenders (Paris, Texas)
- Billy Wilder (Some Like It Hot, Avanti!, Sunset Boulevard)
- Robert Wise (The Sound of Music, West Side Story, The Day the Earth Stood Still)
- Martin Witz
- Wong Kar-Wai (2046, My Blueberry Nights)
- John Woo (Face/Off, Mission: Impossible II)
- Edgar Wright (Shaun of the Dead, Hot Fuzz, Scott Pilgrim vs. the World)
- Joe Wright (Pride and Prejudice, Atonement, Hanna)

## X
- Feng Xiaoning (Red River Valley)
- Jin Xie (Opiumoorlog)

## Y
- David Yates (Harry Potter and the Order of the Phoenix)
- Atıf Yılmaz
- Li Yin (The Knot)
- Bud Yorkin (Inspector Clouseau)
- Yuen Biao (A Kid from Tibet)
- Zhang Yimou (House of Flying Daggers, Curse of the Golden Flower)

## Z
- Zarganar
- Zhou chengzhou
- Franco Zeffirelli (Tea with Mussolini)
- Robert Zemeckis (Back to the Future, Forrest Gump, Cast Away)
- Chloé Zhao (The Rider, Nomadland)
- Fred Zinnemann (High Noon, The Day of the Jackal)
- Tian Zhuangzhuang (The Horse Thief, Delamu, De blauwe vlieger)